# 萊索托足球協會

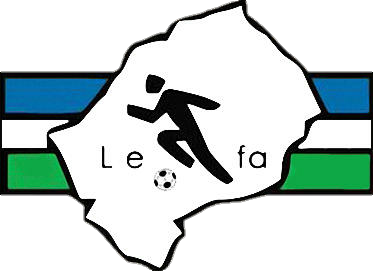
莱索托足球协会的标志

萊索托足球協會是專門管轄萊索托足球事務的組織。萊索托足球協會成立於1932年，並在1964年才加入國際足協。此外，它還是非洲足協和南非洲足球協會議會的成員之一。

## 外部連結
- 官方網頁
- 國際足協網頁（页面存档备份，存于）
- 非洲足協網頁 （页面存档备份，存于）